# کلمبیا در المپیک تابستانی ۲۰۲۴
کاروان المپیکی کلمبیا، متشکل از ۸۷ ورزشکار، یکی از کاروان‌های شرکت‌کننده در بازی‌های المپیک تابستانی ۲۰۲۴ بود که از ۲۶ ژوئیه تا ۱۱ اوت ۲۰۲۴ (۵ تا ۲۱ امرداد ۱۴۰۳ خورشیدی) به میزبانی پاریس، پایتخت فرانسه برگزار شد.  این کاروان از ۳۷ ورزشکار مرد و ۵۰ ورزشکار زن تشکیل شده بود. این حضور، بیست و یکمین حضور کاروانی از کلمبیا در ادور المپیک تابستانی بود.

## مدال‌آوران
| مدال | ورزشکار        | ورزش       | رویداد            | تاریخ  |
| ---- | -------------- | ---------- | ----------------- | ------ |
| نقره | آنخل باراخاس   | ژیمناستیک  | بارفیکس مردان     | ۵ اوت  |
| نقره | جیسون لوپس     | وزنه‌برداری | ۸۹ ک. گ مردان     | ۹ اوت  |
| نقره | ماری سانچس     | وزنه‌برداری | ۷۱ ک.گ زنان       | ۹ اوت  |
| برنز | تاتیانا رنتریا | کشتی       | ۷۶ ک. گ آزاد زنان | ۱۱ اوت |

| ورزش       | 1 | 2 | 3 | کل |
| وزنه‌برداری | ۰ | ۲ | ۰ | ۲  |
| ژیمناستیک  | ۰ | ۱ | ۰ | ۱  |
| کشتی       | ۰ | ۰ | ۱ | ۱  |
| کل         | ۰ | ۳ | ۱ | ۴  |

| جنسیت | 1 | 2 | 3 | Total |
| زنان  | ۰ | ۱ | ۱ | ۲     |
| مردان | ۰ | ۲ | ۰ | ۲     |
| مختلط | ۰ | ۰ | ۰ | ۰     |
| کل    | ۰ | ۳ | ۱ | ۴     |

| روز    | 1 | 2 | 3 | کل |
| ۵ اوت  | ۰ | ۱ | ۰ | ۱  |
| ۶ اوت  | ۰ | ۰ | ۰ | ۰  |
| ۷ اوت  | ۰ | ۰ | ۰ | ۰  |
| ۸ اوت  | ۰ | ۰ | ۰ | ۰  |
| ۹ اوت  | ۰ | ۲ | ۰ | ۲  |
| ۱۰ اوت | ۰ | ۰ | ۰ | ۰  |
| ۱۱ اوت | ۰ | ۰ | ۱ | ۱  |
| کل     | ۰ | ۳ | ۱ | ۴  |

## شرکت‌کنندگان
فهرست شمار ورزشکاران کلمبیایی که در این مسابقات به رقابت با دیگران پرداختند، به تفکیک ورزش و جنسیت در جدول زیر ارائه شده است. بازیکنان تعویضی فوتبال در این فهرست شمارش نشده‌اند.
| ورزش              | مردان | زنان | کل |
| ----------------- | ----- | ---- | -- |
| تیراندازی با کمان | ۳     | ۱    | ۴  |
| دو و میدانی       | ۸     | ۱۰   | ۱۸ |
| بوکس              | ۱     | ۴    | ۵  |
| قایقرانی          | ۰     | ۱    | ۱  |
| دوچرخه‌سواری       | ۹     | ۶    | ۱۵ |
| شیرجه             | ۳     | ۰    | ۳  |
| سوارکاری          | ۱     | ۰    | ۱  |
| شمشیربازی         | ۱     | ۰    | ۱  |
| فوتبال            | ۰     | ۱۸   | ۱۸ |
| گلف               | ۲     | ۱    | ۳  |
| ژیمناستیک         | ۲     | ۱    | ۳  |
| جودو              | ۰     | ۱    | ۱  |
| قایقرانی بادبانی  | ۱     | ۰    | ۱  |
| اسکیت‌برد          | ۱     | ۰    | ۱  |
| شنا               | ۱     | ۱    | ۲  |
| تنیس              | ۰     | ۱    | ۱  |
| سه‌گانه            | ۰     | ۱    | ۱  |
| وزنه‌برداری        | ۲     | ۲    | ۴  |
| کشتی              | ۲     | ۲    | ۴  |
| کل                | ۳۷    | ۵۰   | ۸۷ |